# Engeløya
Engeløya ist eine Insel in der norwegischen Kommune Steigen im Fylke Nordland. Die Insel befindet sich an der Südostseite des Vestfjords den Lofoten gegenüberliegend. Der Hauptort Steigen hat der Kommune den Namen gegeben. Verwaltet wird sie heute vom Festland  in Leinesfjord. Die Anbindung an die E 6 erfolgt über den Riksvei 835 und die im Jahre 1978 fertiggestellte Brücke Engeløybruene. Das 360 m lange Bauwerk wurde von König Olav V. eingeweiht.

## Allgemeines

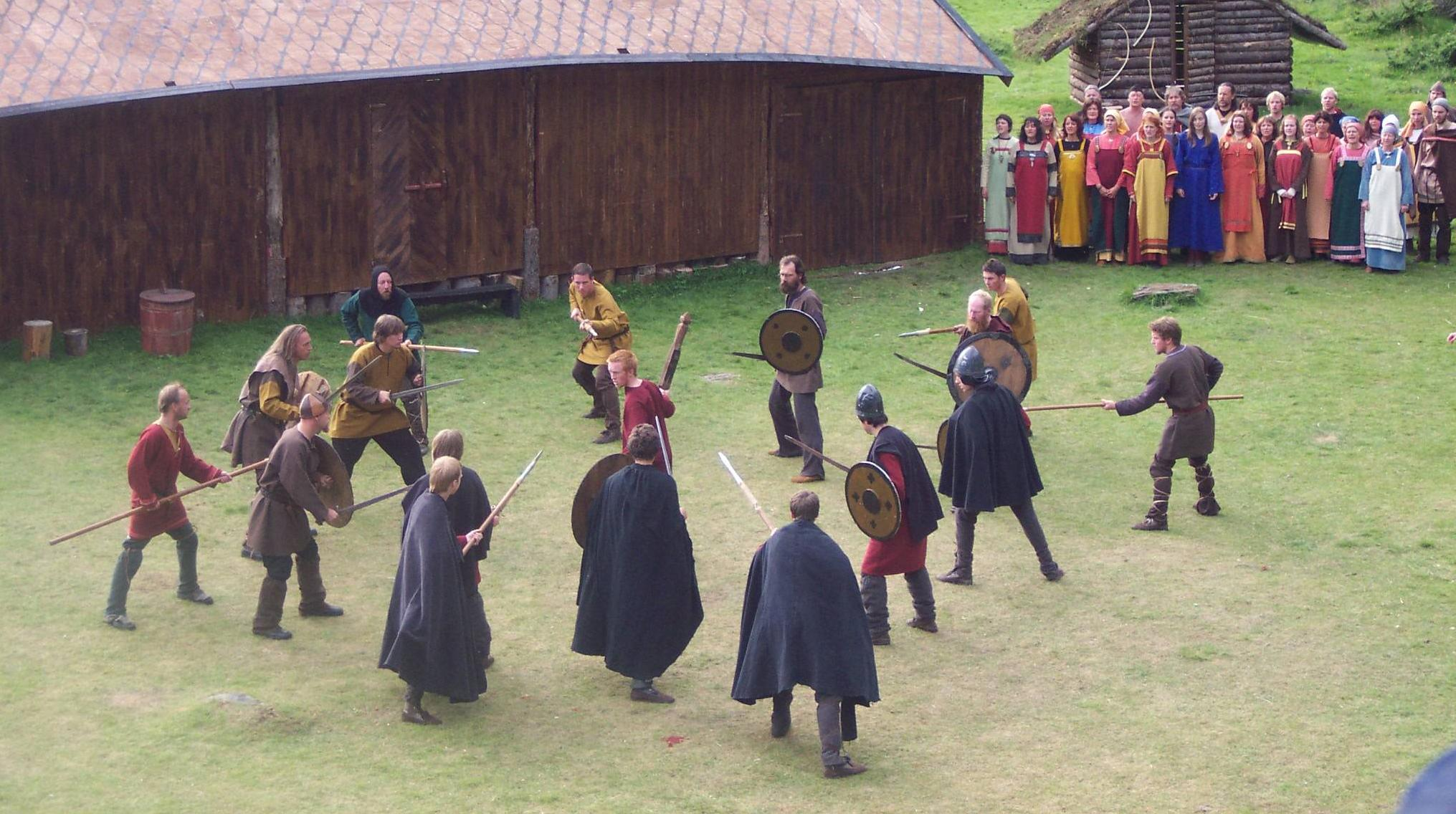
Kampfszene im „Sagaspill“

Aufgrund des Einflusses des Golfstroms ist Engeløya eine uralte Kulturlandschaft, in der von der Bronzezeit bis heute Landwirtschaft betrieben wurde. Unzählige archäologische Funde berichten über die hervorgehobene Stellung Engeløyas in der Geschichte von Hålogaland, dem heutigen „Helgeland“, was in der Wikingerzeit (800–1050 n. Chr.) in etwa den Fylken Nordland, Troms und Finnmark entsprochen hat.
Eine Untermauerung hierfür ist auch die Kirche von Steigen, deren ältesten Teile aus dem 13. Jahrhundert stammen. Sie ist somit der älteste Kirchenbau nördlich von Trondheim. In den Jahrhunderten wurde sie vielfach Opfer von Bränden und Unwettern. Die letzte Restauration fand 1965 statt und orientierte sich an dem mittelalterlichen Baustil, der auch in der südnorwegischen Kirche von Sola zu finden ist.

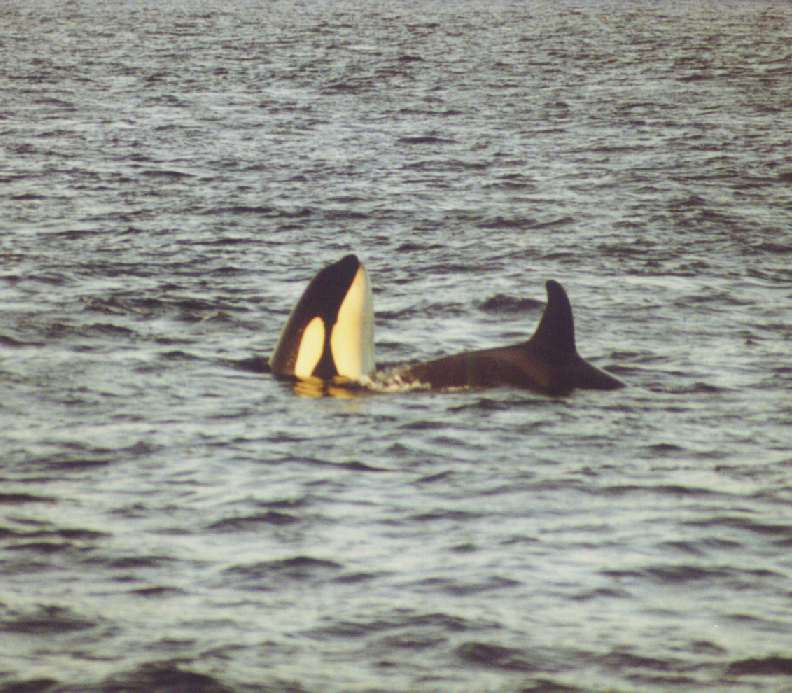
Verspielte Schwertwale im Vestfjord

Ist Engeløya damals Hauptstadt des Nordens gewesen, so ist es das heute auf der archäologischen Karte. Es können Bautasteine, Felsritzungen _(Sandvågen altar),  Gehöfte, Hafenanlagen, Siedlungen (Bø ringtunm, Vollmoen) und Hügelgräber auf einen historischen Lehrpfad per Fahrrad oder auf einer Wanderung erkundet werden. Einen tollen Einblick in diese Zeit bietet Steigens Sagaschauspiel, das in einem Amphitheater aufgeführt wird.
Auch besitzt die Insel den größten Seeadlerbestand Nordeuropas, was durch das milde Golfstrom-Klima und den im Vestfjord bekannten Fischreichtum zu erklären ist. Den Fjord suchen im Herbst hunderte von Walen auf, die auf die umfangreichen Heringsschwärme Jagd machen.
Nordwestlich auf der Insel findet man die Überreste von einer der größten Befestigungsanlagen des Zweiten Weltkrieges – die Marine-Küsten-Batterie Dietl. Die Batterie wurde 1942 bis 1944 gebaut und war mit drei 40,6-cm-Schnellladekanonen C/34 bestückt. Sie sollte die südliche Zufahrt zum Erzhafen Narvik durch den Vestfjord abdecken. Die Kanonen wurden 1956 verschrottet, die Kanonenbunker und übrigen Anlagen blieben erhalten. Ein Kanonenbunker ist heute Museum mit restaurierten Munitions-, Maschinen- und Unterbringungsräumen.